# Quentin Durward (série télévisée)
Pour les articles homonymes, voir Quentin Durward (homonymie).
Quentin Durward est un feuilleton télévisé franco-allemand, créé par Jacques Sommet d'après le roman homonyme de Walter Scott, réalisé par Gilles Grangier, et diffusé à partir du 28 janvier au 11 mars 1971 sur la deuxième chaîne de l'ORTF en sept épisodes de 52 minutes, puis en Allemagne de l'Ouest du 27 avril à juillet 1971 sur ZDF en treize épisodes de 26 minutes.
Au Québec, la série a été diffusée à partir du 3 juin 1972 à la Télévision de Radio-Canada, en treize épisodes de 26 minutes.
Le feuilleton a été rediffusé du 9 septembre au 19 octobre 1972 sur la première chaîne de l'ORTF, puis en 1975 et 1980 sur TF1.

## Historique de la création
Le feuilleton est adapté d'un roman de 1823 de l'écrivain écossais Walter Scott, le père du roman historique (Ivanhoé, 1819).

## Synopsis
L'an 1468. Quentin Durward doit fuir son Écosse natale et gagne la France où la tension est vive entre le roi Louis XI et Charles le Téméraire, Duc de Bourgogne. L'objet de la querelle est la riche province de Croye. Quentin devient archer du roi. Pour les beaux yeux de la princesse Isabelle de Croye, comtesse bourguignonne venue chercher refuge auprès du roi pour échapper au mariage auquel Charles le Téméraire la destine, Quentin se retrouve, malgré lui, mêlé aux rivalités guerrières qui opposent Louis XI à Charles le Téméraire.

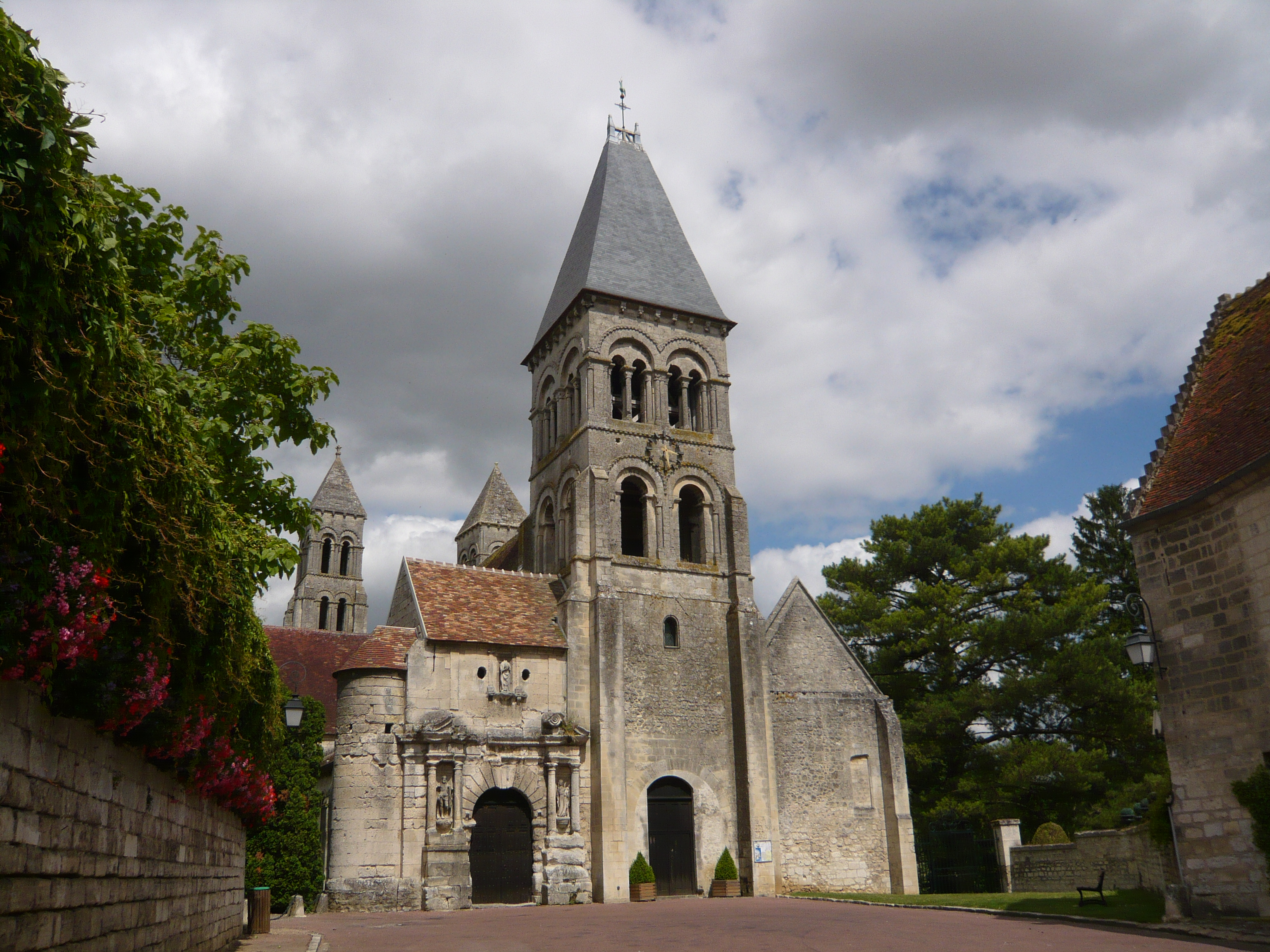
Abbaye Notre-Dame de Morienval où se situe la scène du mariage.

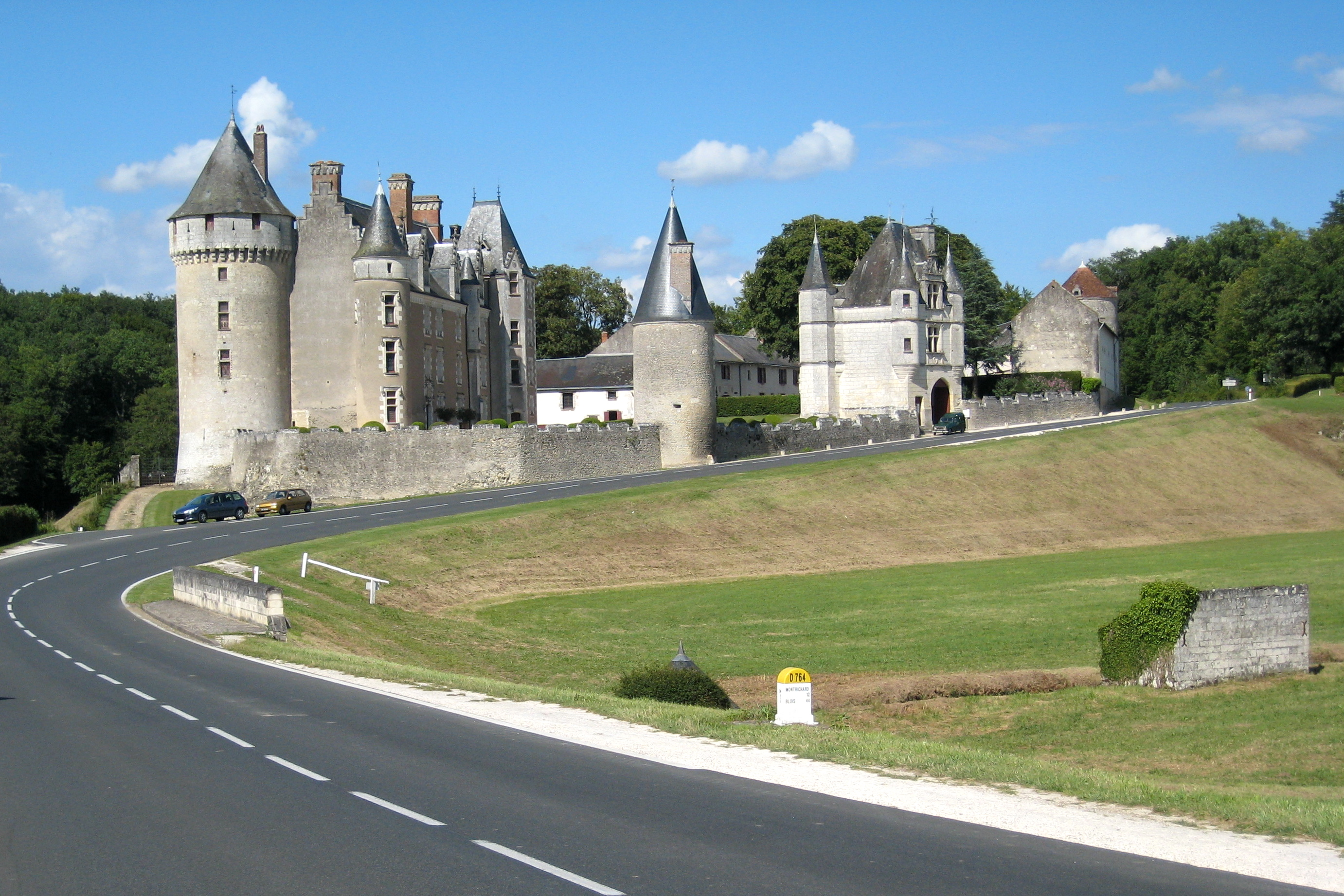
Le château de Montpoupon

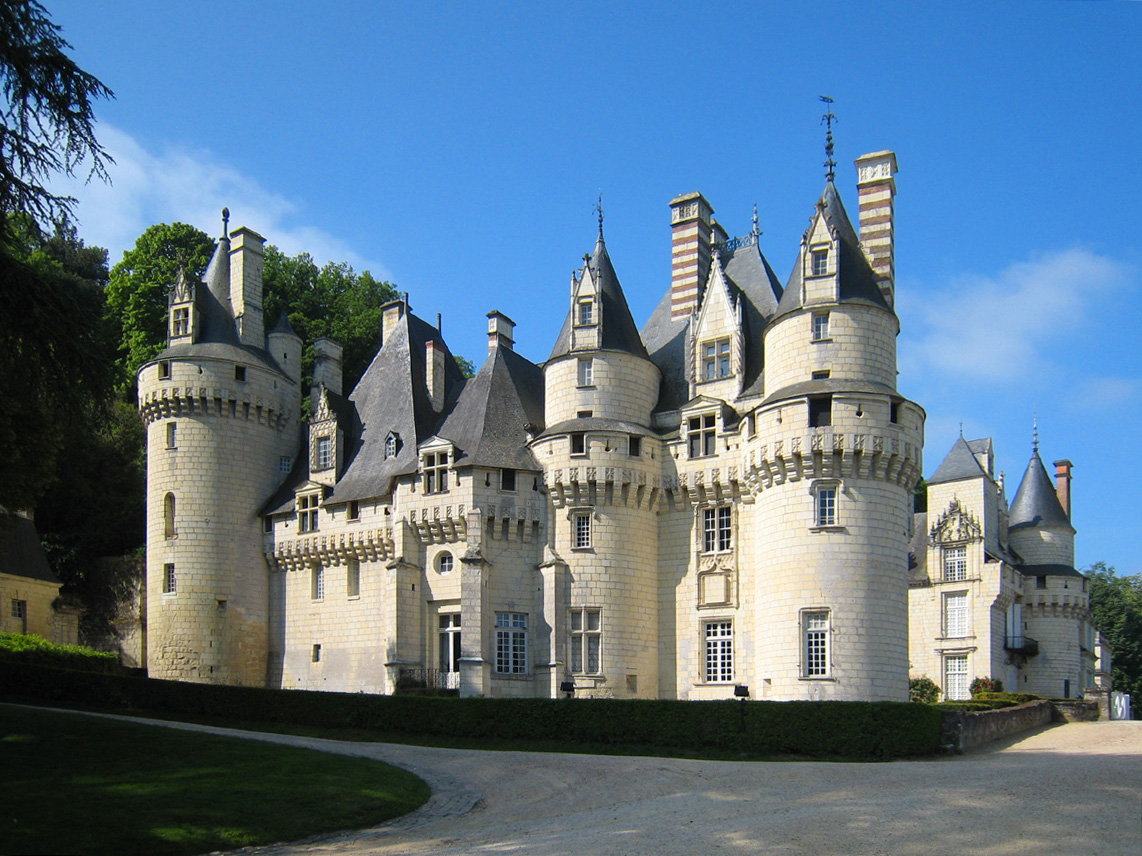
Le château d'Ussé

## Fiche technique
- Réalisation : Gilles Grangier
- Scénaristes : Pierre Nivollet, Jacques Sommet
- Dialogues : Pierre Nivollet
- Producteurs délégués : Colette Fleury et Roger Van Mullem
- Sociétés de production : Maintenon Films, ORTF, TMG
- Musique : Georges Garvarentz
  - Générique : Georges Garvarentz (compositeur); Bob Mehdi (auteur) ; Jacqueline Boyer (interprète)
- Costumes : Georges Combes
- Pays d'origine : France
- Langue : français
- Nombre d'épisodes : 7 (1 saison)
- Durée : 52 minutes
- Dates de première diffusion :  France : 28 janvier 1971 ;  Allemagne : 27 avril 1971

## Distribution
- Michel Gatineau : le narrateur
- Amadeus August : Quentin Durward
- Philippe Avron : Bertrand
- Michel Vitold : Louis XI
- Marie-France Boyer : Isabelle de Croye
- André Valmy : Olivier le Daim
- Noël Roquevert : Ludovic Lesly
- Georges Marchal : Crèvecœur
- André Oumansky : le Gitan Heyradin
- William Sabatier : Charles le Téméraire
- Clarisse Deudon : Harmeline de Croye
- Claire Maurier : Marion
- Armand Abplanalp : Commines
- Georges Atlas : Peterkin
- Claude Evrard : Pavillon
- Guy Kerner : Tristan L'Hermite
- Denis Le Guillou : Eric de la Mark
- Jacques Monod : Le Cardinal de La Balue
- Henri Nassiet : Louis de Bourbon, le prince évêque
- Jean Nergal : Guillaume de la Marck
- Robert Party : Campo Basso
- Roger Pigaut : Dunois
- Dominique Rozan : Galeotti
- Denis Savignat : Louis d'Orléans
- André Valtier : Capitaine Cunningham
- Anne Varen : Jeanne de France
- Philippe Castelli : Trois échelles
- Guy Delorme : Capitaine de la garde du Prince évêque
- Bernard Lajarrige : un bourgeois liégeois
- Christian Le Guillochet : le fou de Charles Le Téméraire
- Albert Michel : un bourgeois liégeois
- René Rall : Pascal
- Alexandre Rignault : un bourgeois liégeois
- Jean Berton : Le tailleur
- Jacques Dannoville : le chef des Ogilvies
- Jean Deschamps : le père supérieur
- Jean Genin : le troubadour
- Robert Lombard : l'aubergiste
- Armand Meffre : le père Mac Lean
- Roger Trapp : Petit André
- Sylvain Lévignac : un soldat du Sanglier

## Épisodes
Premier épisode
Quentin échappe à ses ennemis écossais et, grâce à l'aide d'un ami moine, il quitte l’Écosse pour la France. Il y rencontre le mystérieux Maître Pierre (qui est en réalité le roi de France) lequel lui donne une médaille. Sur le lieu de pendaison d'un bohémien, Quentin rencontre Bertrand. Contre l'avis de Bertrand, il détache le pendu. Il est alors arrêté par les hommes de Tristan l'Hermite. Quentin et Bertrand se battent contre eux, mais ils ont le dessous et le jeune Écossais est condamné à être pendu. Pendant ce temps, à la cour de Bourgogne, Charles le Téméraire présente à Isabelle de Croye celui qu'il lui destine, Campo Basso. À sa vue, elle refuse de l'épouser et s'enfuit ; elle trouve refuge en France.
Second épisode
Sauvé in extremis de la pendaison par son oncle Lesly et ses archers écossais, Quentin les invite à l'auberge des Trois Lys où s'est réfugiée Isabelle. Pendant la fête écossaise, il se rend compte que le duc d'Orléans cherche à faire enlever Isabelle. Avec l'aide de Bertrand, ils réussissent à les en empêcher, mais provoquent une bagarre et sont menés devant le roi pour être jugés.
Troisième épisode
Louis XI charge Quentin d'escorter Isabelle jusqu'à Liège pour la placer sous la protection du Prince-évêque, en territoire neutre. En réalité, il s'agit d'un piège car le roi veut livrer Isabelle et son domaine à Guillaume de La Marck en échange de l'aide de ce dernier contre Charles le Téméraire. Le convoi est composé de Quentin et son valet Bertrand, des comtesses de Croye et de Marion, espionne du roi déguisée en suivante.
Quatrième épisode
Escortant les comtesses de Croye, Quentin et Bertrand déjouent les embûches mais lors d'un arrêt à un couvent, ils comprennent que leur guide Heyradin est de mèche avec Guillaume de la Marck et avec le roi de France.
Cinquième épisode
Arrivés dans la ville de Liège, les comtesses sont mises sous la protection du Prince-Évêque. Dans une auberge, des bourgeois croient que Quentin et Bertrand sont les envoyés du roi de France.
Sixième épisode
Quentin ayant réussi à libérer Isabelle, tous deux fuient Liège et regagnent la France où ils sont séparés.
Septième épisode
Louis XI ayant été fait prisonnier par son cousin, le duc de Bourgogne se retrouve en mauvaise posture. Son procès est ouvert et Quentin et ses compagnons de voyage sont appelés à témoigner.

## Personnages
Cour de France :
- Quentin Durward : jeune et bel archer écossais contraint de fuir son pays natal pour la France afin d'échapper à l'habit monacal ; prêt à mourir pour défendre ceux qu'il aime et qui lui accordent leur protection.

- Bertrand : valet d'armes de Quentin, rusé et fidèle.

- Le Balafré : oncle de Quentin, vieux soldat fidèle dans l'armée écossaise de Louis XI.

- Louis XI : roi de France, superstitieux, manipulateur et stratège essayant de protéger son royaume contre ses ennemis comme le duc de Bourgogne.

- Olivier le Daim : barbier et ami confident du roi.

- Cardinal La Balue : premier conseiller du roi fourbe.

- Galeotti : astrologue du roi qu'il trahit en étant de mèche avec La Balue ; il se sert de la superstition du roi pour influencer les décisions de celui-ci.

- Marion : espionne du roi de France qui se transforme en femme de chambre d'Isabelle de Croye pour la convoyer jusqu'à Liège.

- Isabelle de Croye : jolie jeune comtesse bourguignonne fuyant Charles le Téméraire pour éviter d'épouser Campo Basso, un de ses amis qu'il lui destine ; elle trouve refuge auprès du roi de France Louis XI.

- Hameline de Croye : tante d'Isabelle qui l'accompagne dans sa fuite.

- Duc d'Orléans : promis par le roi à Jeanne de France qui, étant boiteuse, ne peut lui assurer de descendance (le but du roi étant d'éteindre cette branche prétendante à la couronne), il est amoureux fou d'Isabelle de Croye.

- Dunois : fidèle compagnon du duc d'Orléans.

- Tristan l'Hermite : chef de garnison dans l'armée de Louis XI ; son occupation préférée est la chasse à l'homme et plus particulièrement des bohémiens.

Cour de Bourgogne :
- Charles le Téméraire : duc de Bourgogne convoitant la couronne de France.

- Comte de Crèvecœur : ambassadeur du duc de Bourgogne et cousin des comtesses de Croye.

Liège :
- Louis de Bourbon : Prince-Évêque de Liège, essayant de contenir la colère des Liégeois incapables de payer leurs impôts.

- Pavillon et Peterkin : bourgeois liégeois un peu ridicules, révoltés contre le Prince-Évêque.

- Guillaume de La Marck ("Sanglier des Ardennes") : puissant seigneur liégeois sanguinaire et affamé de pouvoir, banni de la cour du Prince-Évêque dont il cherche à sa venger ; allié avec Louis XI qui veut lui livrer Isabelle en échange.

- Eric de la Marck : fils de Guillaume de la Marck, très intelligent et rusé.

- Heyradin : bohémien sournois, espionnant pour un camp ou l'autre selon ses intérêts.

## Lieux de tournage

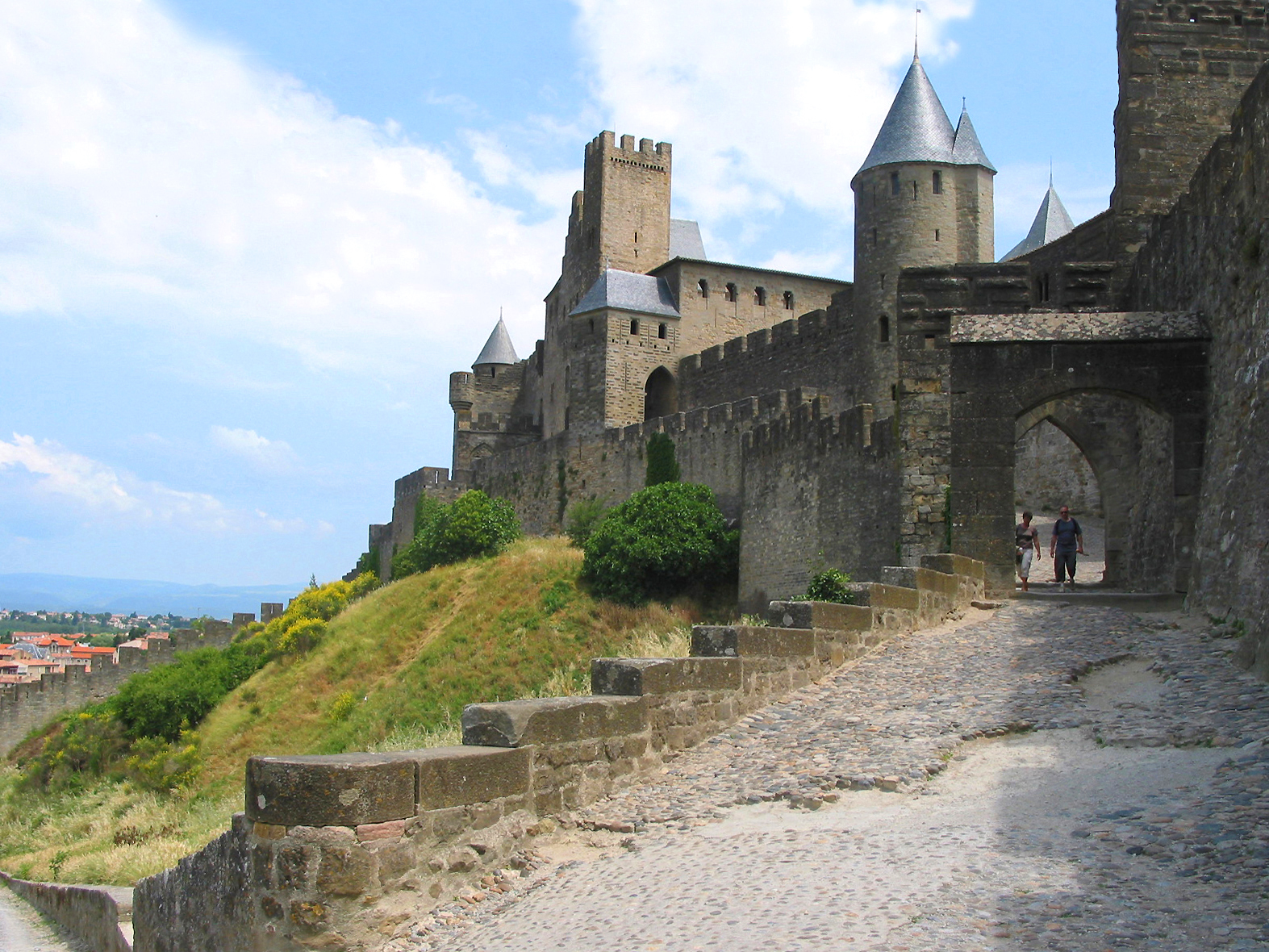
Cité de Carcassonne : La porte de l'Aude

- Aude : Cité de Carcassonne, Fajac-en-Val

- Essonne : La Ferté-Alais

- Indre-et-Loire : Azay-le-Rideau, Bréhémont, L'Ile-Bouchard, Château de Montpoupon, Rivarennes, Rivière, Château du Rivau, Tavant, Château d'Ussé.

- Oise : Fontaine-Chaalis, Mont-l'Évêque, Abbaye Notre-Dame de Morienval, Senlis.

## Autour de la série
Ce feuilleton qui mêle aventures, romance et scènes de combats, a été un succès. 

## Produits dérivés

### VHS et DVD
- VHS : coffret 3 VHS ; Koba films ; Paru le 3 mai 2000
- VHS : coffret 3 VHS ; LCJ Éditions ; (ASIN B00004Y5EU) ; Paru le 13 octobre 2003
- DVD : Coffret 2 DVD ; LCJ Éditions ; Référence : D4481 ; Gencod: 7321950104086 ; Paru le 30 novembre 2000
- DVD : Coffret 2 DVD ; Koba films : Réf: 354363DVD ; Code  (EAN 5051889008668) ; (ASIN B002YIUGJG) ; Paru le 12 mai 2010

### Disques45 tours
- Quentin Durward : générique du feuilleton chanté par Jacqueline Boyer - Label : Polydor ; Référence : 2056-066 ; 1971

### Ouvrages
source utilisée pour la rédaction de cet article
- Jean-Jacques Jelot-Blanc, 30 ans de séries et de feuilletons à la T.V., Pac, 1985 (ISBN 2853362418)